# Tchoukball
tchoukball (pronuncia-se chuquibol) é um esporte desinvolvido na década de 1990, nasceu dos pensamentos do Dr. Hermann Brandt, com o objetivo de ser uma ferramenta para trazer felicidade. No decorrer de seu trabalho, este médico de Genebra se deparou com um grande número de atletas que se lesionavam durante a prática esportiva. Ele percebeu, entre outras coisas, que esses traumas se deviam aos movimentos que não eram adaptados à fisiologia humana ou as várias formas de agressividade encontradas em certos esportes. Esta realidade diária aumentou suas preocupações a respeito do valor educativo dos esportes modernos. Portanto, temendo os abusos dos esportes, o Dr. Brandt decidiu criar, por meio do tchoukball, um esporte que permitisse que o indivíduo adquirisse e mantivesse um duradouro equilíbrio físico, mental e social. Destacando-se por sua abordagem puramente educativa, o tchoukball procura tornar possível o sonho do Dr. Brandt, ou seja, que o esporte deva "contribuir para a construção de uma sociedade humana digna".
O Dr. Hermann Brandt constatou que as lesões ou os traumatismos dos atletas eram decorrentes de movimentos inadequados à fisiologia do indivíduo e às numerosas formas de agressões presentes em alguns esportes. 
Assim, o Dr. Brandt criou um novo jogo, o Tchoukball. Este esporte apresenta-se como uma mistura da pelota basca, handebol e futebol. Trata-se de um esporte de equipe que se joga com uma bola e duas superfícies de remissão (quadros) e caracteriza-se pela eliminação de todas as formas de agressões corporais entre os adversários.
Pelo seu caráter lúdico, o Tchoukball é conhecido por incitar cada individuo a praticá-lo independentemente da sua idade, sexo ou capacidade atlética.

## Regras
1. O campo de jogo: Um campo de 27 m de comprimento por 16 m de largura.
2. O quadro: os tamanhos do quadro e da rede e a inclinação destes em relação ao solo devem respeitar as medidas da FITB.
3. A bola: bola de handebol.
4. Os jogadores: cada equipe deve ter no máximo 12 jogadores, sendo sete titulares e cinco reservas.
5. A duração das partidas: cada partida é disputada em três períodos de quinze minutos.

Faltas:

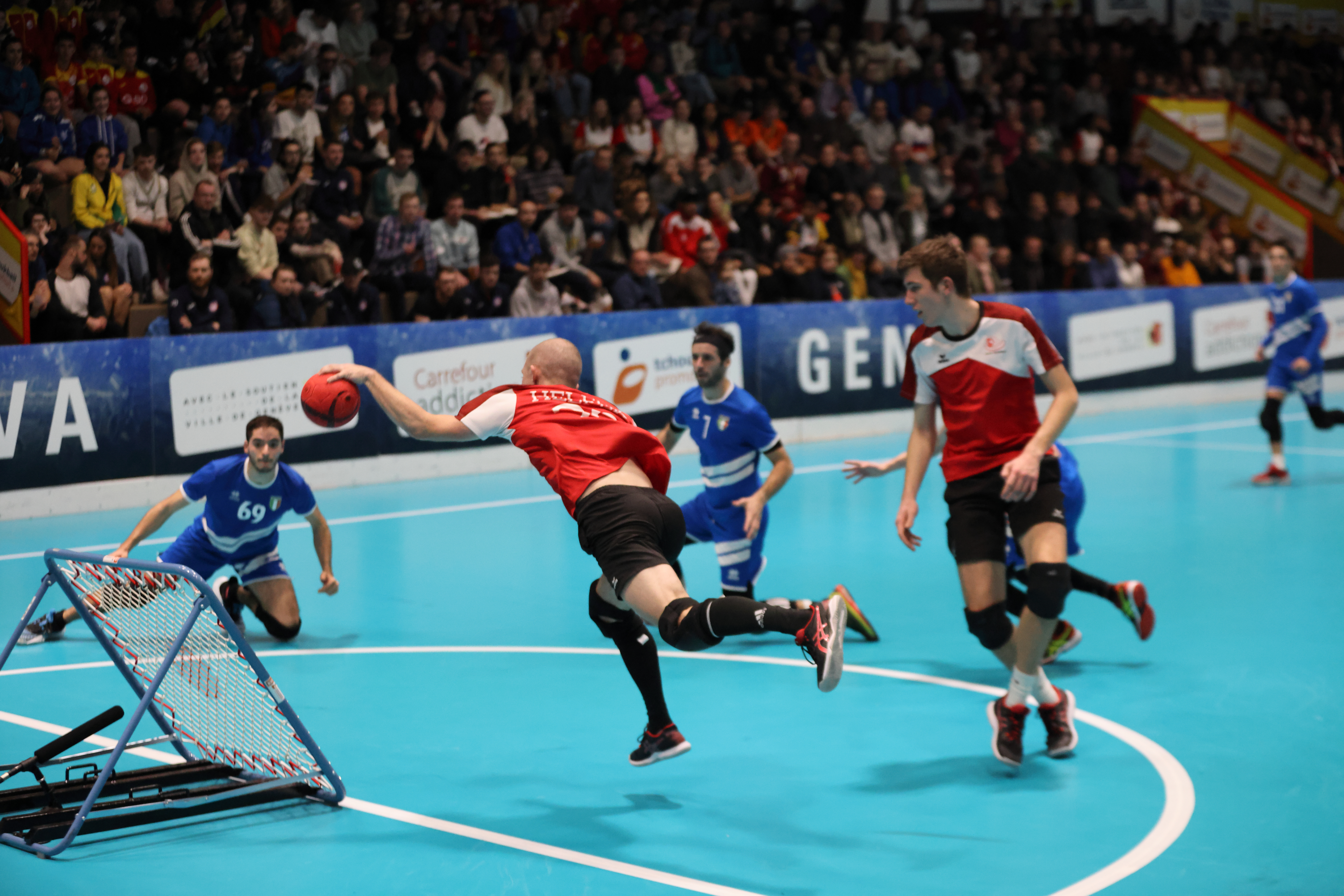
Partida de tchoukball

1. Quando o jogador desloca-se driblando com a bola no chão ou no ar;
2. Efetua mais de 03 (três), passes com a posse bola;
3. Joga com os membros inferiores, isto é, abaixo do nível da cintura;
4. Faz o quarto passe em favor de sua equipe;
5. Entra em contato com o solo fora do limites do terreno de jogo ou da zona proibida (área) de posse da bola;
6. Deixa a bola cair no ato de um passe ou recepção;
7. Intercepta voluntariamente (ou não), um passe da outra equipe;
8. Pega a bola depois da finalização de um companheiro de equipe;
9. Obstrui o deslocamento do adversário ou a livre trajetória da bola quando esta está sobre a posse do adversário.
10. Rebote faltoso: um rebote faltoso ocorre se a bola bate na armação de metal do quadro ou quando a bola não respeita o movimento esperado.
11. Comportamento perante aos adversários, os árbitros e o público: os jogadores devem respeitar a Cartilha do tchoukball.
12. É proibido qualquer tipo de toque de um jogador ao outro.

## Marcação de pontos
Uma equipe marca um ponto se a bola batida ao quadro volta e bate na perna de um adversário, no chão ou em um adversário que perde o controle dela.

## Início e reinício do jogo
O time que inicia a partida é definido por sorteio.

## Cartilha
A Federação Internacional de Tchoukball criou uma cartilha com a conduta que deve ser seguida por todos os jogadores. É baseada em três pontos:
1. O jogo exclui qualquer esforço por prestígio, seja pessoal ou coletivo.
2. O jogo requer dedicação total.
3. O jogo é antes um exercício social que uma atividade física